# Bologne, Haute-Marne
Bologne là một xã thuộc tỉnh Haute-Marne trong vùng Grand Est đông bắc nước Pháp.